# Pohorany (rejon grodzieński)
Pohorany (biał. Пагараны, ros. Погораны) – wieś na Białorusi, w obwodzie grodzieńskim, w rejonie grodzieńskim, w sielsowiecie Kopciówka, nad Niemnem. Sąsiaduje z Grodnem.
W dwudziestoleciu międzywojennym wieś leżała w Polsce, w województwie białostockim, w powiecie grodzieńskim, w gminie Hornica.
Według Powszechnego Spisu Ludności z 1921 roku zamieszkiwało ją 251 osób, 113 były wyznania rzymskokatolickiego, 138 prawosławnego. 184 zadeklarowały polską przynależność narodową, 67 białoruską. Było tu 46 budynków mieszkalnych.